# Карло Джартозіо
Карло Джартозіо (італ. Carlo Giartosio, 15 березня 1892, Турин - 30 жовтня 1955, Салуццо) - італійський адмірал, учасник Другої світової війни.

## Біографія
Карло Джартозіо народився 15 березня 1892 року в Турині. У 1910 році вступив до Військово-морської академії в Ліворно, яку закінчив у 1913 році в званні гардемарина. Ще будучи курсантом, брав участь в італійсько-турецькій війні на борту крейсера «Етна». 
Надалі ніс службу на борту лінкорів «Рома» та «Джуліо Чезаре», де застав вступ Італії у Першу світову війну 24 травня 1915 року. Наступного місяця перевівся у підрозділ аеророзвідки. У 1917 році отримав звання лейтенанта, у 1918 році отримав диплом пілота-аеророзвідника. За участь у бойових діях під час Першої світової війни був двічі нагороджений Срібною медаллю «За військову доблесть», а також хрестом «За військові заслуги».
Отримавши звання капітана III рангу, Карло Джартозіо був скерований на навчання у Військову школу в Турині, після закінчення якої протягом 1925-1927 років командував есмінцями «Джованні Ачербі» та «Еуро». Отримавши звання капітана II рангу, протягом 1930-1932 років був військово-морським аташе в Югославії та Румунії, після чого командував есмінцем «Нембо».
У 1935 році отримав звання капітана I рангу та був призначений командувачем 2-ї флотилії есмінців (флагманський корабель - «Аквілоне»), пізніше протягом 1935-1937 років командував легким крейсером «Джованні делле Банде Нере». Надалі був призначений до складу командування Корпусу королівських військово-морських екіпажів (італ. Corpo regi equipaggi marittimi, CREM), а також входив до складу Вищої ради військово-морського флоту (італ. (Consiglio superiore di Marina).
Після вступу Італії у Другу світову війну 10 червня 1940 року Карло Джартозіо був відкликаний до Риму та призначений до складу вищого командування ВМС Італії, отримавши звання контрадмірала. 13 лютого 1941 року він був у складі італійської делегації, куди також входили Артуро Ріккарді, Раффаеле де Куртен та Еміліо Брента, яка зустрілась в Мерано з командувачами Крігсмаріне Еріхом Редером та Куртом Фріке для вироблення спільної стратегії дій проти флотів союзників.
5 травня 1942 року Карло Джартозіо був призначений командувачем ескадри есмінців. У вересні того ж року отримав звання дивізійного адмірала і був призначений верховним командувачем військово-морських сил в Лівії, де перебував до січня 1943 року. За свою діяльність на цій посаді був нагороджений третьою Срібною медаллю «За військову доблесть», а також німецькими Орденом Заслуг німецького орла та Залізним Хрестом 2-го класу.
Після повернення до Італії, знову служив у складі командування ВМС Італії. 27 липня 1943 року був призначений заступником начальника штабу військово-морських сил.
Після капітуляції Італії 8 серпня 1943 року залишився на території, окупованій німцями. Після звільнення Риму 8 червня 1944 року призначений командувачем сил торпедних катерів, де прослужив до серпня 1946 року. За свою діяльність протягом Другої світової війни був нагороджений Військовим орденом Італії.
31 грудня 1946 року Карло Джартозіо вийшов у відставку. Помер у Салуццо 30 жовтня 1955 року.

## Нагороди

### Італійські
- Срібна медаль «За військову доблесть»  (нагороджений тричі)
- Бронзова медаль «За військову доблесть»
- Кавалер Військового ордена Італії
- Хрест «За бойові заслуги» (нагороджений двічі)
- Великий офіцер Ордена Корони Італії
- Офіцер Ордена Святих Маврикія та Лазаря
- Кавалер Колоніального Ордена Зірки Італії

### Іноземні
- Орден Заслуг німецького орла (Німеччина)
- Залізний Хрест 2-го класу (Німеччина)